# Julie & Julia
Julie & Julia is een Amerikaanse biografische dramafilm uit 2009 van Nora Ephron met Meryl Streep en Amy Adams in de hoofdrollen.

## Verhaal
De film vertelt het relaas van zowel Julie Powell, die in 2002 de uitdaging aanging alle recepten in het beroemde kookboek Mastering the Art of French Cooking in een jaar tijd uit te proberen en hierover een populaire blog bijhield, als van Julia Child, co-auteur van dit kookboek en de totstandkoming van het boek in de jaren 1950. Nora Ephrons' draaiboek is gebaseerd op Childs' biografie My Life in France en Powells' boek Julie and Julia: 365 Days, 524 Recipes, 1 Tiny Apartment Kitchen.

## Rolverdeling
- Meryl Streep als Julia Child
- Amy Adams als Julie Powell, de protagonist
- Stanley Tucci als Paul Child, Julia's man
- Chris Messina als Eric Powell, Julie's man
- Linda Emond als Simone Beck, Julia's vriendin en coauteur
- Helen Carey als Louisette Bertholle, Julia's vriendin en coauteur

## Productie
Julie & Julia werd op overwegend positieve kritieken onthaald. Zo behaalt hij 70% bij IMDB en 75% bij Rotten Tomatoes. Vooral de wijze waarop Meryl Streep Julia Child portreteerde kon op veel bijval rekenen. Ze werd voor een Oscar voor beste actrice genomineerd en won een aantal andere prijzen. Ook financieel was de film een succes. Hij had zo'n 30 miljoen euro gekost en bracht 95 miljoen euro op aan de bioscoopkassa's.